# Louis Malle
Louis Malle (* 30. října 1932 Thumeries, Nord – 23. listopadu 1995 Beverly Hills, USA) byl francouzský režisér, scenárista a filmový producent, držitel mnoha mezinárodních filmových cen, včetně Oscara, Césara a Filmové ceny Britské akademie. Od poloviny sedmdesátých let 20. století působil ve Spojených státech. K jeho nejznámějším snímkům patří dokumentární film Svět ticha (1956) a hrané filmy Atlantic City (1980) a Na shledanou, chlapci (1987).

## Život a kariéra

### Mládí a začátek kariéry
Narodil se do průmyslnické rodiny. Nejdřív začal studovat politologii na pařížské Sciences Po, pak přešel na filmovou školu La Fémis, kde se učil filmové vědě.
V roce 1956 spolupracoval s Jacquesem-Yvesem Cousteauem jako spolurežisér a kameraman na dokumentárním filmu Svět ticha (1956), oceněném Oscarem a Zlatou palmou na filmovém festivalu v Cannes. Jeho samostatným celovečerním debutem byl film Výtah na popraviště (1958) - snímek, který výrazně napomohl k popularitě Jeanne Moreau, tehdy mladé a začínající herečce, kterou pak obsadil i do svého dalšího filmu Milenci (1958). Tento film díky svému sexuálnímu obsahu vyvolal v USA velké kontroverze a po různých soudních sporech vedl až k vytvoření právní definice obscénnosti Nejvyšším soudem Spojených států amerických.
Styl jeho tvorby je někdy spojován s hnutím francouzské nové vlny, i když jeho práce je odlišná od klasických postupů Godarda, Truffauta, Chabrola, Rohmera a dalších představitelů tohoto směru. Nicméně za film Zazie v metru (1960) obdržel právě od Truffauta nadšený dopis, k jehož napsání ho tento film inspiroval.
Jeho další filmy se rovněž zabývají citlivými tématy. Film Bludička (1963) pojednává o muži, který hodlá spáchat sebevraždu, Le Souffle au coeur (1971) se zabývá incestním vztahem mezi matkou a synem, a film Lacombe Lucien (1974) je o kolaboraci vichistické Francie s nacistickým Německem během druhé světové války.

### Indické působení
V roce 1968 navštívil Indii a vytvořil zde dokumentární film Calcutta (1968) a sedmidílný dokumentární seriál L'Inde fantôme (1969). Ve těchto dílech se soustředil na vykreslení skutečné Indie, jejích rituálů a slavností, dostal se ale proto do sporu s tehdejší indickou vládou, které se jeho ztvárnění země nelíbilo a požádala britskou BBC o zastavení vysílání pořadu. Když stanice jejímu požadavku nevyhověla, indičtí představitelé zakázali BBC na několik let natáčení v Indii.

### Působení v USA
V polovině sedmdesátých let se přestěhoval do Spojených států, kde intenzivně pokračoval v natáčení nových filmů. K jeho „americkým“ snímkům patří například filmy Děvčátko (1978), Atlantic City (1980), My Dinner with Andre (1981), Koumáci (1984), Na shledanou, chlapci (1987), Milou v máji (1990) nebo Posedlost (1992). Jeho zdejší činnost přispěla k popularizaci francouzské kinematografie ve Spojených státech a snímek My Dinner with Andre patřil k stěžejním filmům nezávislého hnutí americké kinematografie osmdesátých let 20. století.

### Osobní život
V letech 1965–1967 byl ženatý s Anne-Marie Deschodt. V roku 1971 se mu s německou herečkou Gilou von Weitershausen narodil syn (Manuel Cuotemoc) a v roku 1974 měl s francouzskou herečkou Alexandrou Stewart dceru Justine. V roku 1980 se oženil s herečkou Candice Bergen a společně měli dceru Chloé Malle, narozenou v roce 1985.
Zemřel v roku 1995 na lymfom ve svém domě v Beverly Hills v Kalifornii.

## Filmografie

### Režijní filmografie (výběr)
Celovečerní filmy
- 1956: Svět ticha (Le Monde du silence), dokumentární film, režie Louis Malle a Jacques-Yves Cousteau
- 1958: Milenci (Les Amants)
- 1958: Výtah na popraviště (Ascenseur pour l'échafaud)
- 1960: Zazie v metru (Zazie dans le métro)
- 1961: Soukromý život (Vie privée)
- 1963: Bludička (Le Feu follet)
- 1965: Viva Maria! (Viva Maria!)
- 1967: Zloděj z Paříže (Le Voleur)
- 1968: Calcutta (Calcutta), dokumentární film
- 1968: Podivuhodné příběhy (Histoires extraordinaires), víc režisérů
- 1971: Le Souffle au coeur (Le Souffle au coeur)
- 1974: Lacombe Lucien (Lacombe Lucien)
- 1975: Black Moon (Black Moon)
- 1978: Děvčátko (Pretty Baby)
- 1980: Atlantic City (Atlantic City)
- 1981: My Dinner with Andre (My Dinner with Andre)
- 1984: Koumáci (Crackers)
- 1985: Alamo Bay (Alamo Bay)
- 1987: Na shledanou, chlapci (Au revoir les enfants)
- 1990: Milou v máji (Milou en mai)
- 1992: Posedlost (Fatale)
- 1994: Vanya on 42nd Street (Vanya on 42nd Street)

Krátkometrážní filmy
- 1962: Vive le tour (Vive le tour), dokumentární film
- 1974: Damage (Damage)

### Scenáristická filmografie (výběr)
Celovečerní filmy
- 1960: Zazie v metru (Zazie dans le métro), vlastní režie
- 1961: Soukromý život (Vie privée), vlastní režie
- 1965: Viva Maria! (Viva Maria!), vlastní režie
- 1967: Zloděj z Paříže (Le Voleur), vlastní režie
- 1968: Calcutta (Calcutta), dokumentární film, vlastní režie
- 1968: Podivuhodné příběhy (Histoires extraordinaires), víc režisérů
- 1971: Le Souffle au coeur (Le Souffle au coeur), vlastní režie
- 1974: Lacombe Lucien (Lacombe Lucien), vlastní režie
- 1975: Black Moon (Black Moon), vlastní režie
- 1987: Na shledanou, chlapci (Au revoir les enfants), vlastní režie

Krátkometrážní filmy
- 1962: Vive le tour (Vive le tour), dokumentární film, vlastní režie

### Herecká filmografie (výběr)
Celovečerní filmy
- 1961 : Soukromý život (Vie privée), vlastní režie
- 1967 : Zloděj z Paříže (Le Voleur), vlastní režie
- 1968 : Calcutta (Calcutta), dokumentární film, vlastní režie
- 1992 : Bohémský život (La Vie de bohème), režie Aki Kaurismäki

Krátkometrážní filmy
- 1962 : Vive le tour (Vive le tour), dokumentární film, vlastní režie